# دراجات ترينكس
دراجات ترينكس (بالإنجليزية: Trinx Bike)‏ هي علامة تجارية تايوانية للدراجات والمنتجات ذات الصلة. اعتبارًا من عام 2015، أصبح لديها أربعة مقار رئيسية تقع في تايوان وروسيا وإيران والفلبين وحوالي أكثر من 40 دولة أخرى.